# Veli Rat
Veli Rat est un village de la municipalité de Sali (Comitat de Zadar) sur l'ile de Dugi Otok en Croatie. Au recensement de 2011, le village comptait 60 habitants.